# De Havilland Goblin
El de Havilland Goblin (en inglés, Duende), originalmente Halford H-1, es uno de los primeros turborreactores, diseñado por Frank Halford. El Goblin construido por de Havilland fue el segundo reactor británico en volar, y el primero en pasar las pruebas y recibir la clasificación de "turbina de gas".
El Goblin fue el motor primario del de Havilland Vampire, y debió haber sido el motor del P-80 Shooting Star (como el Allis-Chalmers J36) antes de que los diseñadores cambiasen de motores debido a retrasos en la producción. El Goblin también motorizó al Saab 21R, al Fiat G.80 y al de Havilland Swallow. El Goblin fue agrandado para crear el de Havilland Ghost.

## Diseño y desarrollo

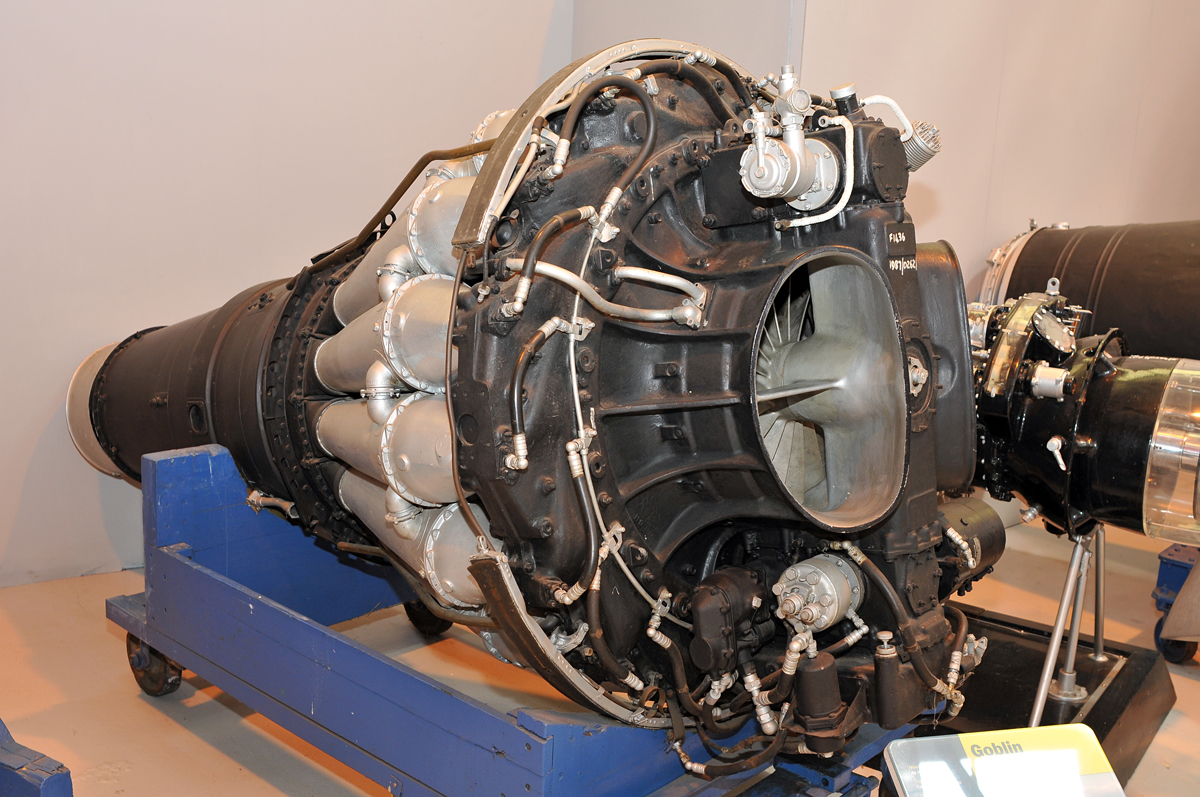
Un Goblin en el museo de la RAF en Londres.

Diseño del motor fue realizado por Frank Halford en su firma de consultoría de Londres a partir de abril de 1941. Estaba basado en el diseño pionero de Frank Whittle, usando un compresor centrífugo, que alimentaba con aire comprimido dieciséis cámaras de combustión, las cuales se descargaban en una turbina de una sola etapa, para impulsarla. Comparado con los diseños de Whittle, el H-1 era "más limpio" al usar un compresor de una sola cara con las tomas de aire al frente, y un esquema de "flujo directo", en el cual las llamas se descargan directamente a la turbina. En el diseño de Whittle, se utiliza un esquema de "flujo reverso" que conduce el aire caliente de regreso a la mitad del motor, para "plegarlo" y reducir su longitud total. Los cambios de Halford hicieron a su motor algo más sencillo que los diseños de Whittle, en especial al permitir eliminar el rodamiento principal. A pesar de todo, era un diseño bastante compacto, incluso sin el "plegado" estilo Whittle.
El H-1 entró en funcionamiento por primera vez el 13 de abril de 1942, y rápidamente maduró para producir todo el empuje para el que fue diseñado en menos de dos meses. Voló por primera vez el 5 de marzo de 1943 en el Gloster Meteor, y el 26 de septiembre en el de Havilland Vampire. Fue en esta época cuando de Havilland compró la compañía de Halford y lo nombraron director de la de Havilland Engine Company, cambiando el nombre del motor de H-1 a "Goblin", mientras que el nuevo diseño H-2 se convirtió en el "Ghost".
En julio de 1943, uno de los dos H-1 que estaban disponibles (en realidad, uno de los motores era mantenido como respaldo del que estaba instalado en el prototipo del Vampire) fue enviado a Estados Unidos, donde fue seleccionado para ser el motor principal del F-80. Este motor fue colocado en el prototipo que voló por primera vez el 9 de enero de 1944. Posteriormente, el motor se destruyó accidentalmente en una prueba en tierra, y fue reemplazado, generosamente, por el único H-1 que quedaba en el prototipo del Vampire. Allis-Chalmers fue seleccionada para fabricar el motor en USA como el J36, pero se encontró con largas demoras. En su lugar General Electric fue forzada a entregar el I-40 (su versión mejorada de 1800 kgf del Rolls Royce Derwent) a Allison Engine Company, convirtiéndose en el Allison J33.

## Variantes
- H.1/Goblin I:

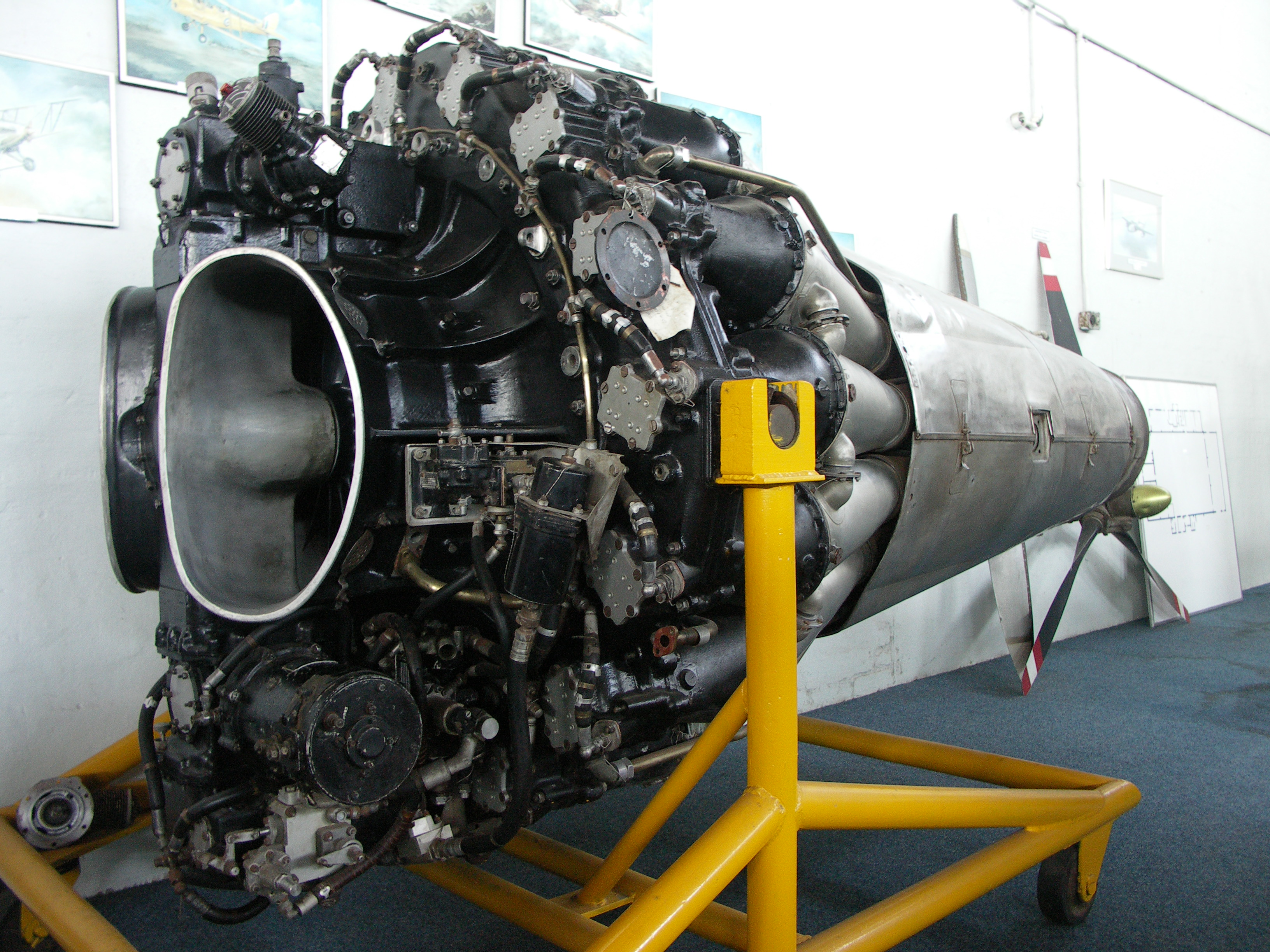
Un motor Goblin completo.

Desarrollaba alrededor de 1.040 kgf (10,2 kN) de empuje (empuje nominal para el prototipo) y 1.220 kgf (12 kN) para los modelos de producción.
- Goblin II:

1.400 kgf (13,8 kN)
- Goblin 3:

1.520 kgf (14,9 kN)
- Goblin 35:

1.590 kgf (15,6 kN) 
- Goblin 4:

1700 kgf (16,7 kN)

## Aplicaciones

### Aviones

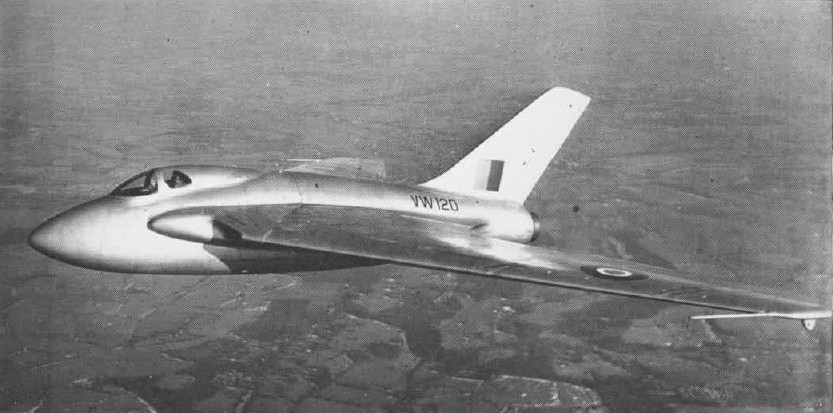
DH.108 Swallow motorizado por el Goblin.

- de Havilland Vampire
- de Havilland Swallow
- Curtiss XF15C-1
- Fiat G.80
- Gloster Meteor
- Lockheed XP-80
- Saab 21R

### Otras aplicaciones
- Bluebird K4

## Motores en exhibición
Los motores Goblin se encuentran preservados y en exhibición en varios museos, incluyendo:
- de Havilland Aircraft Heritage Centre
- Midland Air Museum
- Shuttleworth Collection
- Royal Air Force Museum Cosford
- Escuela Técnica Superior de Ingenieros Aeronáuticos, Universidad Politécnica de Madrid

## Sobrevivientes
A julio de 2009, dos de Havilland Vampire con motores Goblin en condiciones de vuelo se encontraban en el registro británico.

## Especificaciones (D.H Goblin II)[5]
- Tipo: turborreactor
- Largo: 2.718 mm
- Diámetro: 1.270 mm
- Peso: 703 kg
- Compresor: centrífugo de una cara
- Combustión: 16 cámaras
- Turbina: una etapa
- Combustible: Kerosene
- Empuje: 1.800 kgf (13,3 kN) a 10.200 rpm
- Compresión: 3,3:1
- Flujo de aire: 27 kg/sec
- Temperatura de turbina: 790 °C
- Consumo: 1.687 kg/h - 2.114 l/h
- Consumo específico: 1,3 kg/kgf/h
- Empuje/peso: 1,9 kgf/kg